# Sacadura Cabral
Artur de Sacadura Freire Cabral, generalmente noto solo come Sacadura Cabral (Celorico da Beira, 23 maggio 1881 – mare del Nord, 15 novembre 1924), è stato un aviatore, ufficiale di marina portoghese.
Fu un pioniere dell'aviazione portoghese che, nel 1922, è stato il pilota dell'idrovolante che compì la prima traversata aerea dell'Atlantico meridionale, da Lisbona a Rio de Janeiro, insieme a Gago Coutinho. Nel 1924, a causa della nebbia, scomparve mentre sorvolava il mare del Nord.

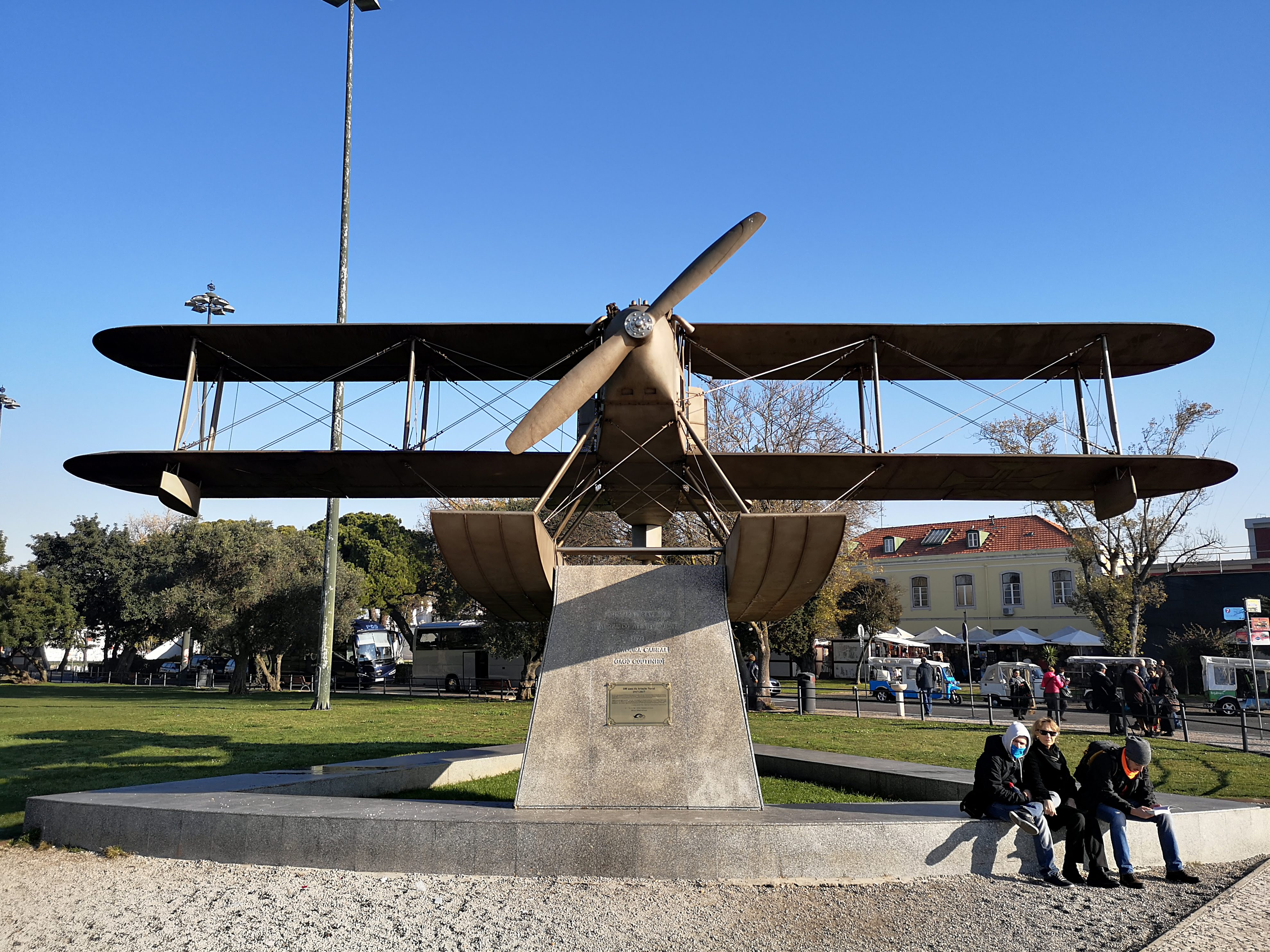
Monumento commemorativo al primo attraversamento dell'Atlantico meridionale compiuto nel 1922 da Sacadura Cabral e Gago Coutinho. Inaugurato nel 1991 nel Jardim da Torre de Belém a Belém, Lisbona, è opera di Domingos de Castro Gentil Soares Branco.